# Calliptamus

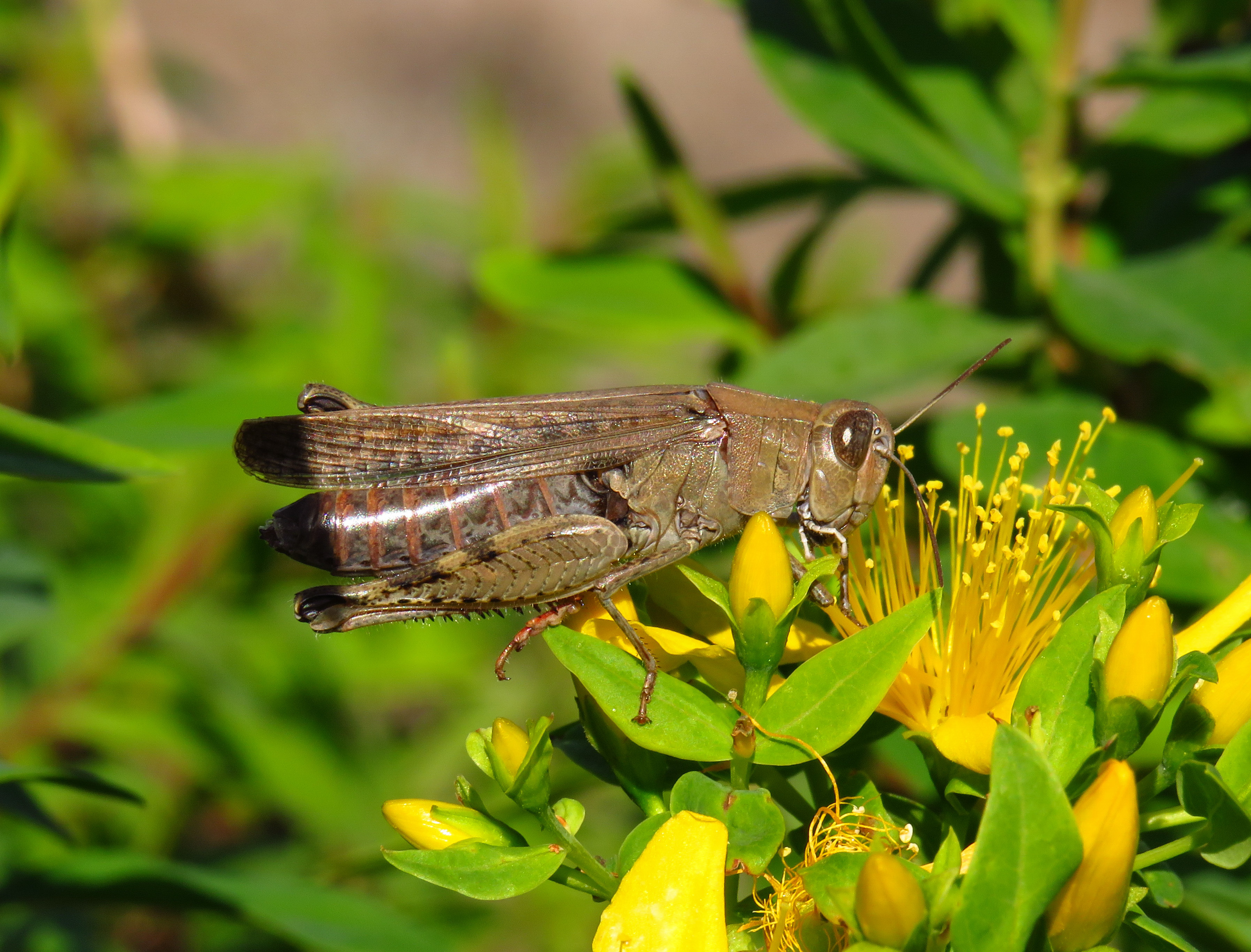
Calliptamus plebeius en la isla de Gran Canaria.

Calliptamus es un género de insectos ortópteros caelíferos de la familia Acrididae. Es originario de Europa, África y Asia.

## Especies
Según Orthoptera Species File (al 23 de febrero de 2021):
- Calliptamus abbreviatus Ikonnikov, 1913
- Calliptamus balucha Uvarov, 1938
- Calliptamus barbarus (Costa, 1836)
- Calliptamus cicatricosus Bolívar, 1889
- Calliptamus coelesyriensis Giglio-Tos, 1893
- Calliptamus cyrenaicus Jago, 1963
- Calliptamus deserticola Vosseler, 1902
- Calliptamus italicus (Linnaeus, 1758)
- Calliptamus madeirae Uvarov, 1937
- Calliptamus mus Bolívar, 1936
- Calliptamus plebeius (Walker, 1870)
- Calliptamus siciliae Ramme, 1927
- Calliptamus tenuicercis Tarbinsky, 1930
- Calliptamus testaceus Walker, 1870
- Calliptamus turanicus Tarbinsky, 1930
- Calliptamus wattenwylianus Pantel, 1896
- †Calliptamus strausi Harz, 1973